# 리드셰핑시

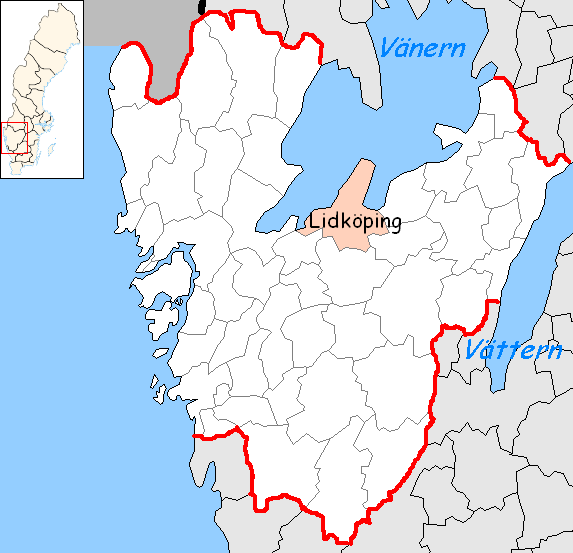
리드셰핑 시의 위치

리드셰핑시(스웨덴어: Lidköpings kommun)는 스웨덴 베스트라예탈란드주에 위치한 지방 자치체로 행정 중심지는 리드셰핑이며 면적은 1,372.605625km2, 인구는 39,235명(2016년 12월 31일 기준), 인구 밀도는 29명/km2이다.

시 문장